# Black 'n Blue
Black 'n Blue es una banda de Glam metal integrada por el vocalista Jaime St. James, el guitarrista Tommy Thayer (actualmente en Kiss), el guitarrista Jeff Warner, el bajista Patrick Young y el baterista Pete Holmes. Pese a haber tenido una leal base de fanáticos en los Estados Unidos, nunca pudieron ir más allá comercialmente hablando.

## Carrera

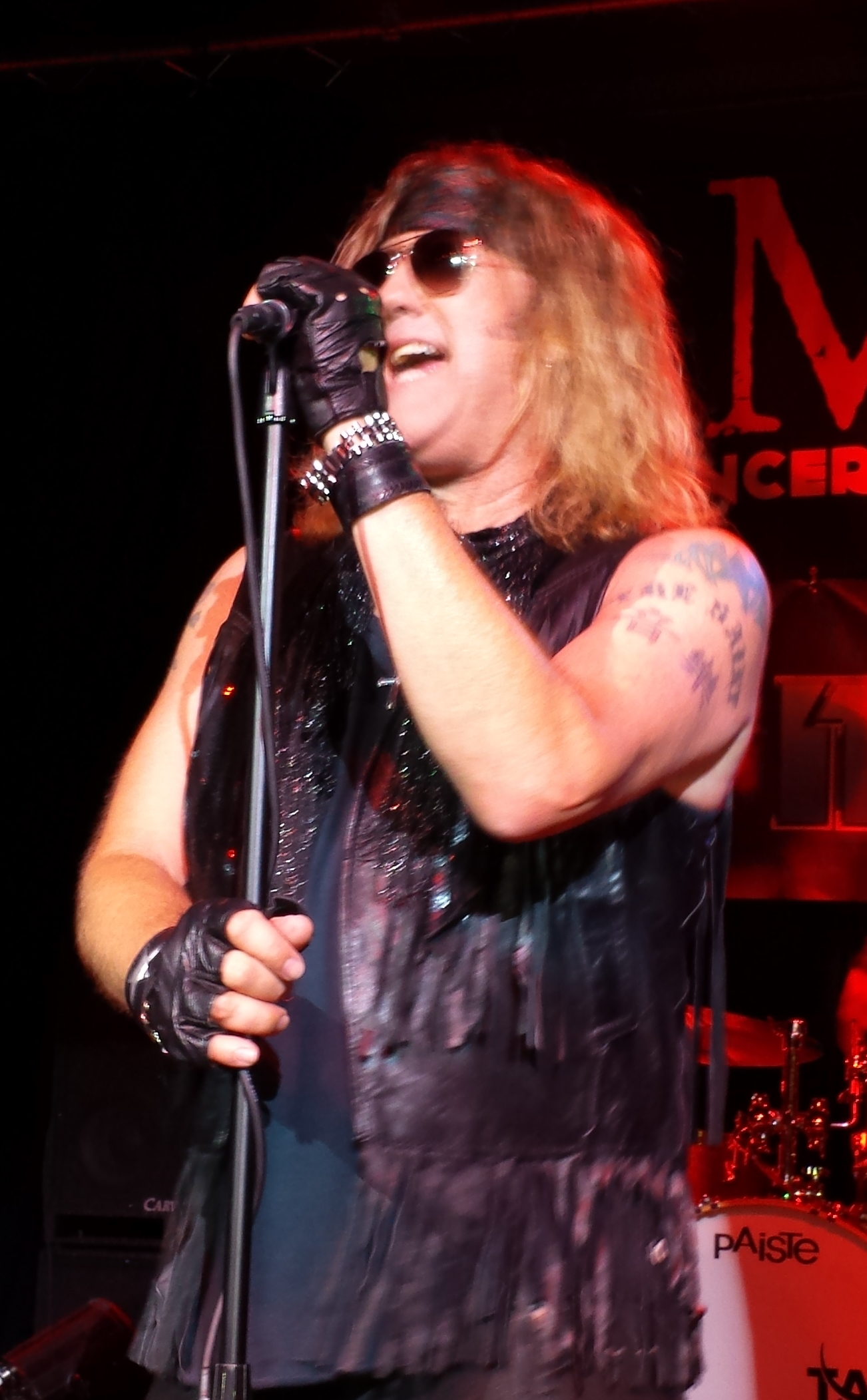
Jaime St. James, vocalista de la banda

### Inicios
La banda se formó en 1981 en Portland, Oregón. Se mudaron a Los Ángeles en 1982, y ese mismo año hicieron su primera aparición en el disco compilatorio Metal Massacre, que incluía canciones de las en ese entonces "bandas emergentes" Metallica, Ratt, Malice, entre otras.

### Popularidad
En 1984, lanzaron su debut homónimo bajo el sello Geffen Records. El disco contenía la canción "Hold On to 18", que se convertiría en su mayor éxito. En 1985 lanzaron el disco Without Love, en el que exploraron tendencias pop-metal y sonidos más asequibles, lo que decepcionó a muchos de sus fanáticos y a la postre terminó siendo contraproducente. Se lanzaron dos discos más en los que la banda intentó volver a su original sonido, pero no dieron los mejores resultados, pese a que fueron producidos por el bajista de Kiss, Gene Simmons. 

### Ruptura y Reunión
En 1989 la banda se desintegró, y solo hasta 1997 se reunieron los miembros originales para realizar una presentación en vivo. En 2003 la banda se reúne nuevamente, pero esta vez sin Thayer, comprometido con Kiss, para grabar un nuevo álbum y realizar presentaciones. Para esto fue contratado Shawn Sonnenschein como nuevo guitarrista. El disco se llamó "Hell Yeah!" y salió finalmente en 2011.

## Miembros

### Miembros Actuales
- Jaime St. James - Voz líder
- Jef Woop Warner - guitarra, productor
- Patrick Young - bajo
- Pete Holmes - percusión, batería
- Shawn Sonnenschein - guitarra

### Miembros anteriores
- Virgil Ripper - bajo
- Tommy Thayer - guitarra

## Discografía

### Álbumes de estudio
| Año  | Álbum         | US  | Discográfica      | Certificaciones |
| ---- | ------------- | --- | ----------------- | --------------- |
| 1984 | Black 'n Blue | 129 | Geffen            | -               |
| 1985 | Without Love  | -   | Geffen            | -               |
| 1986 | Nasty Nasty   | 110 | Geffen            | -               |
| 1988 | In Heat       | 133 | Geffen            | -               |
| 2011 | Hell Yeah!    | -   | Frontiers Records | -               |

### Álbumes en vivo
- One Night Only: Live (1998)
- Live In Detroit – 1984 (2002)

### Recopilaciones
- The Demos Remastered: Anthology 1 (2001)
- Ultimate Collection (2001)
- Collected (2005, box set)
- Rarities (2007)